# Неовизантийский стиль в русской архитектуре
Неовизанти́йский стиль в русской архитектуре — архитектурное направление, возникшее в Российской империи в середине XIX века под влиянием византийской и русской архитектуры. Использовался в основном при строительстве храмов. Первоначально неовизантийские храмы были сосредоточены в Санкт-Петербурге и Крыму, а два изолированных проекта были запущены в Киеве и Тбилиси. В 1880-х годах византийские образцы стали предпочтительным выбором для укрепления православия на окраинах Российской империи: в Царстве Польском, Литве, Бессарабии, Средней Азии, Северном Кавказе, Нижнем Поволжье и Области Войска Донского; в 1890-х годах они распространились из Уральского региона в Сибирь вдоль строящейся Транссибирской магистрали. При поддержке государства неовизантийские церкви были также построены в Иерусалиме, Харбине, Софии и на Французской Ривьере. Помимо храмов неовизантийский стиль использовался редко; большинство сохранившихся образцов были построены как больницы и богадельни во время правления Николая II.
Неовизантийский стиль не стоит путать с русско-византийским стилем, отдельным архитектурным течением первой половины XIX века.

## История
Наивысшего развития стиль достиг в России и на Балканах, так как имел национальный статус и символизировал политическое, религиозное и культурное единство православных народов (идеи панславизма). Ключевым источником для неовизантийского стиля в России стал храм Святой Софии в Константинополе, формы которого ассоциировались с идеей православной державности. Программа неовизантийского стиля содержала идею о неисчерпанности византийского искусства к моменту падения Византии и возможности его использования для создания единого стиля восточнохристианского искусства.
Художественные принципы неовизантийского стиля сформировались в период правления Александра II, при котором он имел статус официального государственного. В неовизантийском стиле строили храмы-памятники, посвящённые крещению Руси (Владимирский собор в Киеве, 1862—1882, арх. А. В. Беретти, П. И. Спарро, Р. Бернард, В. Н. Николаев; храм-памятник Святому равноапостольному великому князю Владимиру в Херсонесе Таврическом, 1861—1879, арх. Д. И. Гримм). При правлении Александра III и Николая II неовизантийское направление продолжало оставаться стилем государственного заказа, но тем не менее уступило лидерство русскому стилю, а позже — неорусскому.
В конце XIX — начале XX века в неовизантийском стиле строились по преимуществу крупные соборы, символизировавшие могущество Российской империи (Вознесенский войсковой кафедральный собор в Новочеркасске, 1891—1904, арх. А. А. Ященко; Морской Никольский собор в Кронштадте, 1902—1913, арх. В. А. и Г. А. Косяковы), а также монастырские храмы и целые ансамбли (Иоанновский монастырь в Санкт-Петербурге, 1899—1911, арх. Н. Н. Никонов). Меньшее распространение стиль получил в усадебном и приходском храмостроении (Троицкая церковь в Щурове, 1880-е годы — 1907, инж. И. Витшас по проекту арх. М. К. Гепеннера; церковь Знамения в Кунцеве, 1908—1913, арх. С. У. Соловьёв).
Внутри неовизантийского стиля существовало несколько направлений. Наряду с «греко-византийским», современники выделяли «армяно-византийское», ориентированное на древние памятники Закавказья и распространившееся в основном в усадебном храмостроении Юга империи (церковь Святого Александра Невского в Абастумани, 1896—1898, арх. О. И. Симонсон; церковь Троицы в имении Е. А. Хомяковой около Нальчика, 1895—1902, арх. С. У. Соловьёв; церкви Преображения и Святой Нины в Хараксе в Крыму, 1908—1912, арх. Н. П. Краснов).
После революции 1917 года неовизантийский стиль использовался в архитекторами русской эмиграции, в частности в Харбине (церковь Покрова Пресвятой Богородицы, 1930, арх. Ю. П. Жданов).

### Отношение к «византийскому стилю» в эпоху Николая I
Интерес к востоку и в частности к культурному наследию Византии был связан в немалой степени с тем, что Николай I разделял устремления своих предшественников к Босфору и Дарданеллам и вступил в спор с Францией за контроль над святынями Святой Земли, спровоцировавший Крымскую войну. Восточная политика государства вызвала общественный интерес и спонсировала научные исследования по византийской истории и культуре. Помимо этого, освоение Российской империей Крыма и Кавказа создала новые масштабные строительные проекты, которые необходимо было интегрировать в местную среду. Императорская Академия художеств, под непосредственным руководством Николая I, поддерживала развитие востоковедения и в частности византинистику, Впрочем сам Николай I не любил византийскую архитектуру; Иван Штром, один из архитекторов собора Святого Владимира в Киеве, вспоминал, как Николай I сказал: «Терпеть не могу этого стиля но, не в пример прочим разрешаю». Царское одобрение стало возможным благодаря академическим исследованиям архитектуры Киевской Руси в 1830-е — 1840-е годы, которые впервые попытались реконструировать первоначальный облик киевских соборов и установили их как недостающее звено между Византией и архитектурой Великого Новгорода.

### Неовизантийский стиль в эпоху Александра II

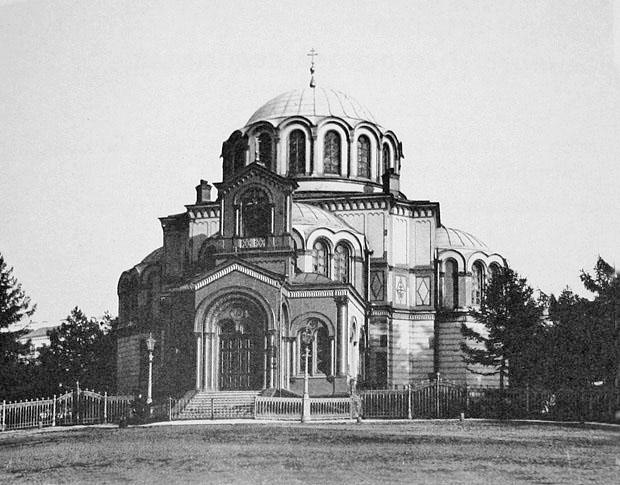
Церковь Димитрия Солунского на Греческой площади в Санкт-Петербурге. Архитектор — Роман Кузьмин

Со временем представления о «византийском стиле» в русской архитектуре претерпели изменения. В первой половине XIX века с понятием «византийский» или «русско-византийский» стиль связывали применение в архитектуре форм допетровского русского зодчества, так как, согласно представлениям своего времени, этот стиль развивал традиции византийской архитектуры, привнесённые «на русскую почву» в конце X века. Осознание различий между «византийской» и «русской» стилистиками в храмовом зодчестве стало ощущаться только в середине XIX века в профессиональной архитектурной среде, тесно связанной с изучением древнерусского и византийского архитектурного наследия. Тогда стали активно изучать памятники средневековой архитектуры Греции, Сирии, Палестины, Малой Азии, Константинополя. Как писал Владимир Стасов: «О византийской архитектуре имели у нас в тоновское время (1830-е — 1840-е годы) лишь самые смутные представления и начали узнавать её гораздо позже по многочисленным рисункам русских архитекторов, пустившихся в конце 1840-х годов в Грецию и на Восток».

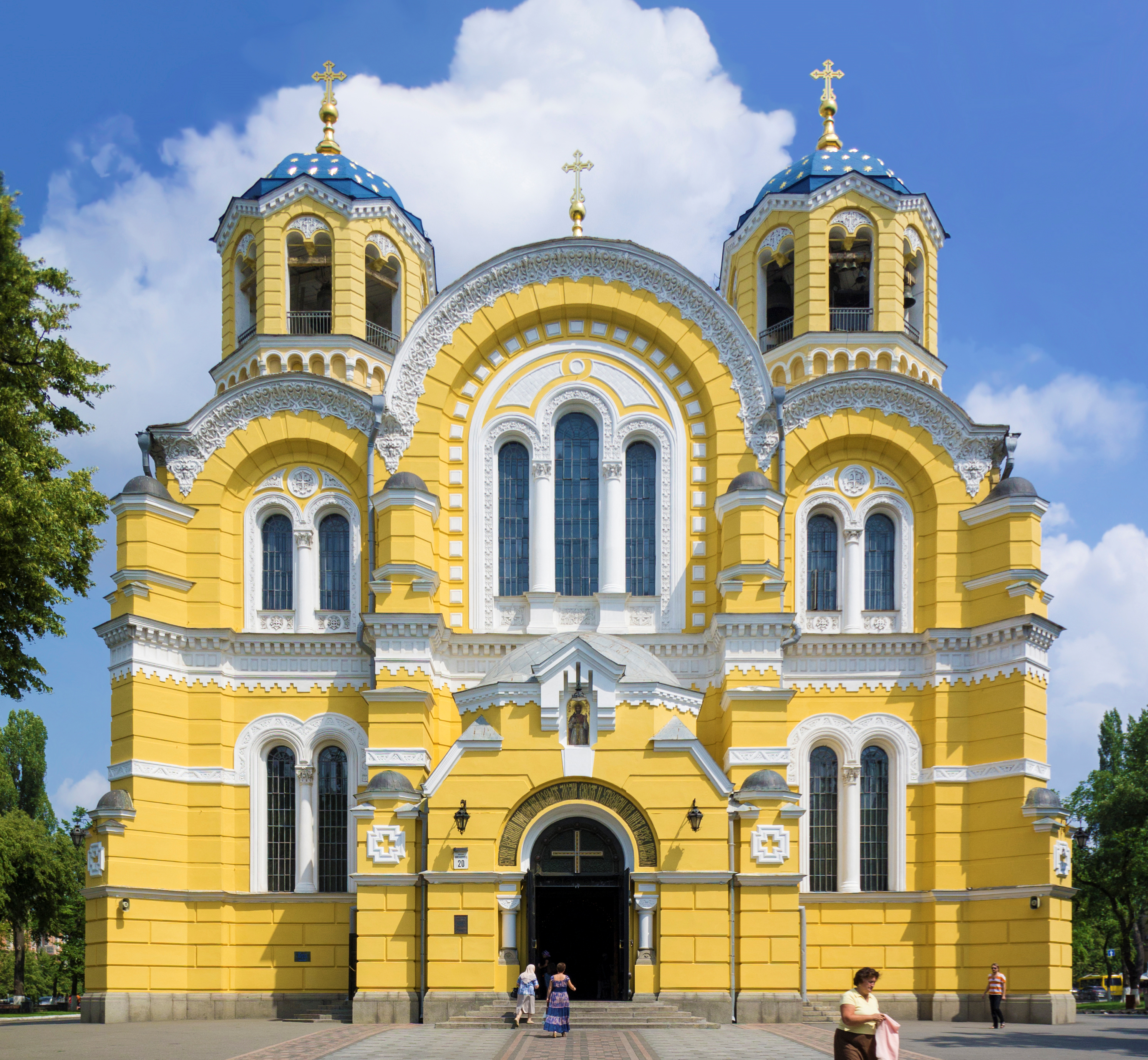
Владимирский собор в Киеве. Архитектор — Александр Беретти

Князь Григорий Гагарин, служивший в Константинополе и на Кавказе дипломатом, стал самым влиятельным сторонником византийского стиля — благодаря опубликованным им исследованиям народного кавказского и греческого наследия, а также благодаря дружбе с императрицей Марией Александровной и великой княгиней Марией Николаевной (сестрой Александра II и президентом Императорской Академии художеств). Ещё в 1856 году императрица Мария Александровна выразила желание увидеть новые храмы, выполненные в византийском стиле.
Собор Святого Владимира в Киеве стал первым собственно неовизантийским проектом, утверждённым Николаем I (1852). Крымская война, нехватка средств (строительство финансировалось за счёт частных пожертвований) и серьёзные инженерные ошибки задержали завершение строительства до 1880-х годов. Уже после смерти Николая I были созданы первые неовизантийские интерьеры в Церкви Преподобного Сергия Радонежского в Сергиевой Приморской пустыни по проекту Алексея Горностаева (1859) и в домовом храме в Мариинском дворце по проекту Григория Гагарина (1860).
Первая из этих церквей была построена в 1861—1866 годах на Греческой площади Санкт-Петербурга. Архитектор Роман Кузьмин свободно следовал канону собора Святой Софии — уплощённый главный купол вписался в цилиндрическую аркаду, опирающуюся на кубическое главное сооружение. Кузьмин, однако, добавил новую особенность — вместо двух апсид, характерных для византийских прототипов, он использовал четыре. Эта крестообразная планировка была усовершенствована в 1865 году Давидом Гриммом, который расширил уплощённую структуру Кузьмина по вертикали. Хотя проект Гримма оставался на бумаге более 30 лет, его основной состав стал практически универсальным в российской строительной практике.

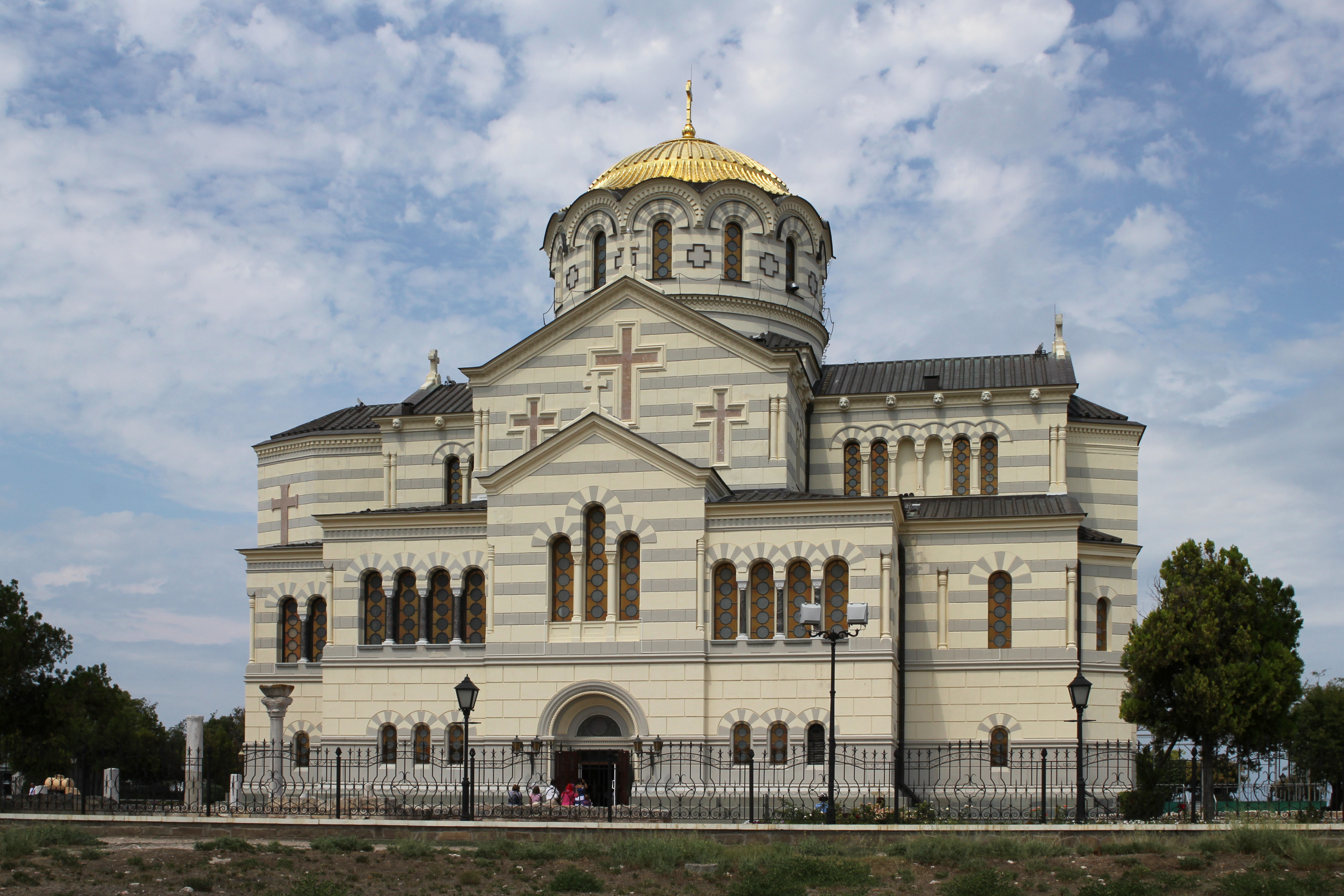
Владимирский собор в Херсонесе Таврическом. Архитектор — Давид Гримм

Другое направление было положено в основу проекта Давида Гримма церкви Святого Владимира в Херсонесе Таврическом (1858—1879). Церковь, построенная на руинах древнегреческого собора, спонсировалась Александром II. Гримм, также историк кавказского наследия, был выбран Марией Александровной, скорее всего, по совету Гагарина и Марии Николаевны. Гримм ограничил использование криволинейных поверхностей только главным куполом; апсиды и их кровля были многоугольными — в соответствии с грузинскими и армянскими прототипами. Это «линейное» разнообразие византийской архитектуры оставалось редкостью в XIX веке, но резко возросло в популярности в царствование Николая II.

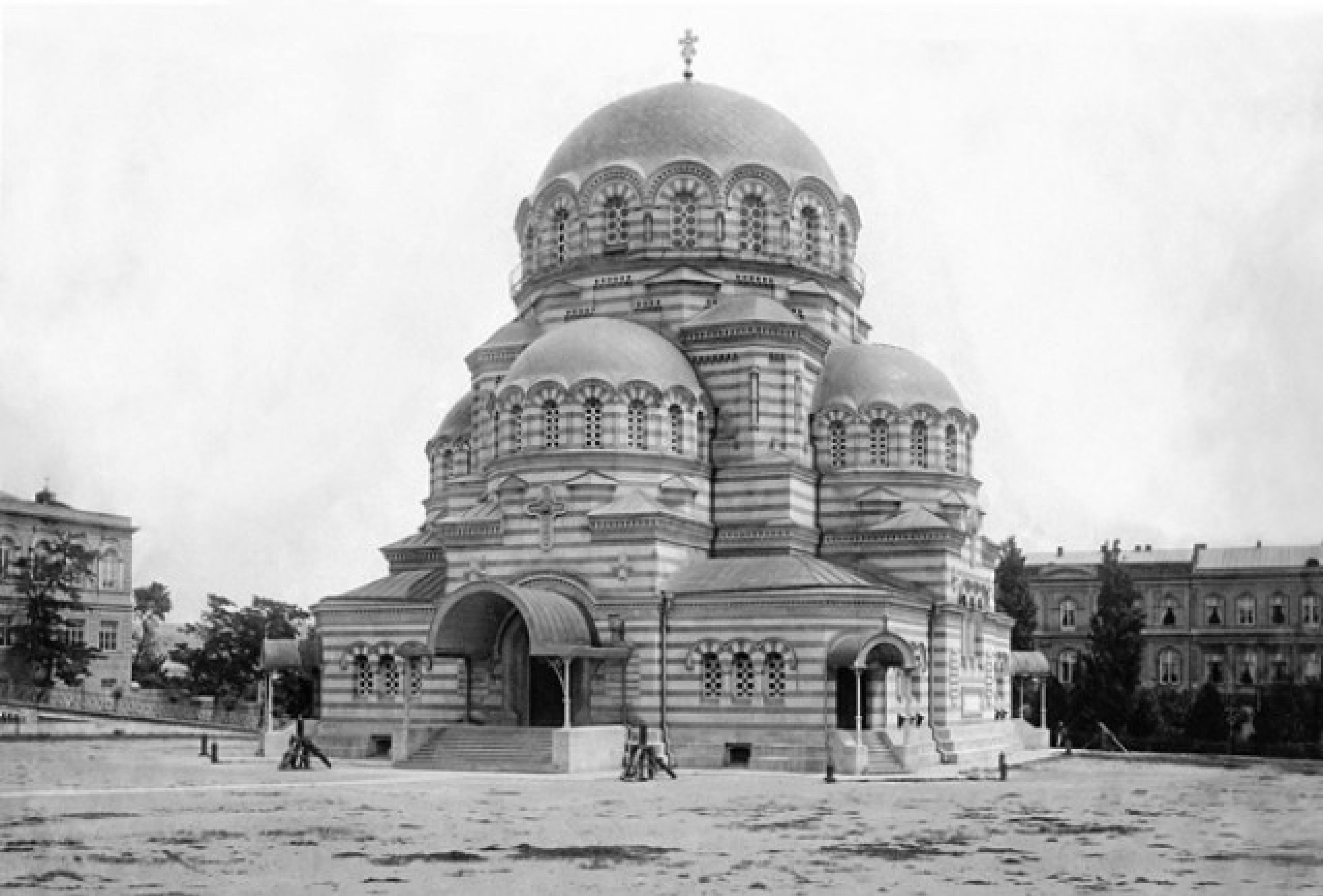
Собор Александра Невского в Тифлисе. Архитекторы — Давид Гримм и Роберт Гёдике

Несмотря на поддержку царской семьи, в царствование Александра II церквей в таком стиле было создано немного: экономика, пострадавшая в результате неудачной Крымской войны и проводимых реформ, была слишком слаба, чтобы позволить себе массовое возведение монументальных неовизантийских храмов. Начатые проекты откладывались на многие годы. Например, проект Владимирского собора в Севастополе, разработанный Алексеем Авдеевым, был утверждён в 1862 году, но фактически работы начались только в 1873 году. Фундаменты, построенные до войны, уже были на месте, но строительство медленно тянулось до 1888 года. Собор Александра Невского в Тбилиси, спроектированный Давидом Гриммом в 1865 году, был начат в 1871 году и вскоре заброшен; строительство возобновилось в 1889 году и было завершено в 1897 году. Гримм умер год спустя.

### Царствование Александра III

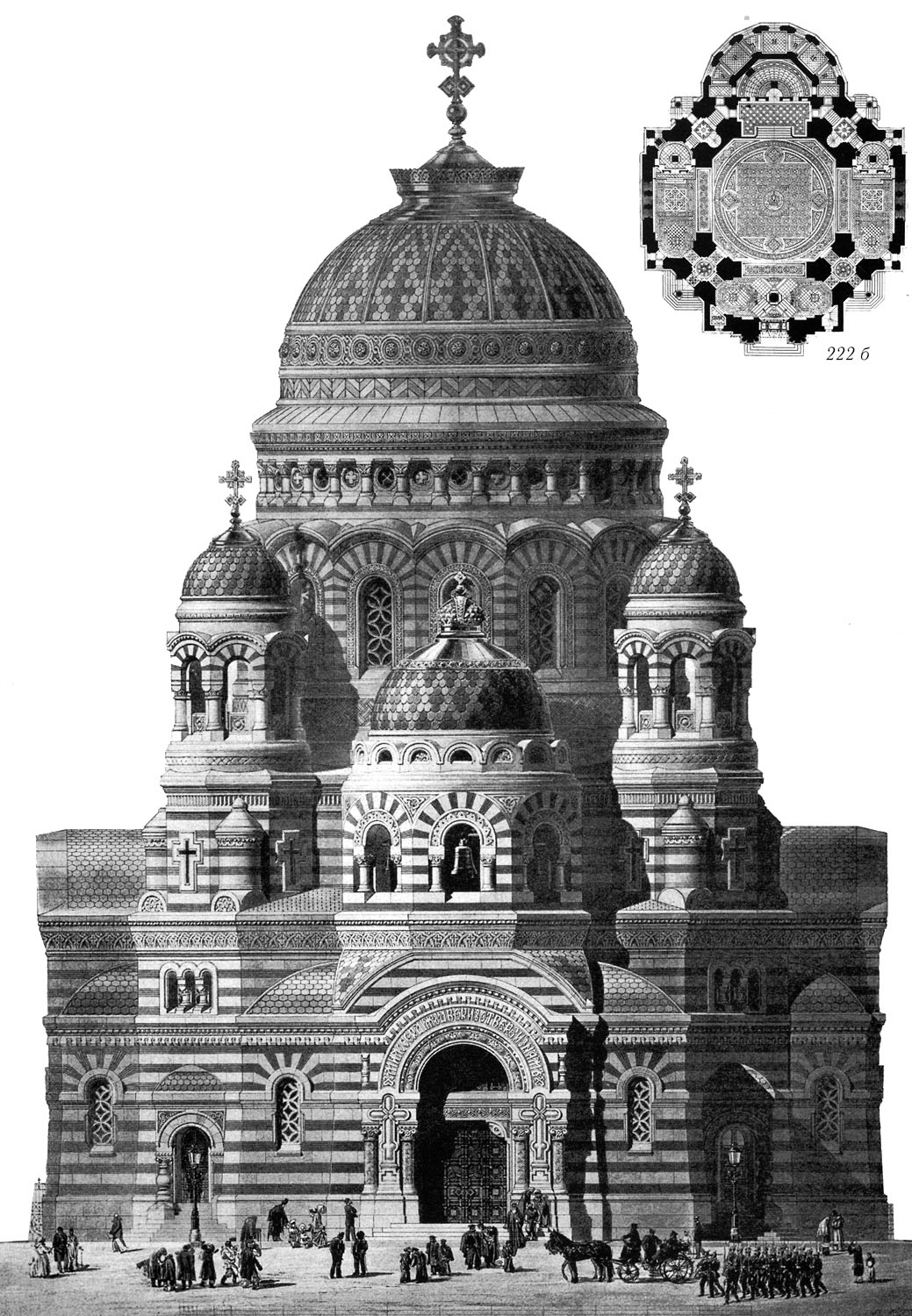
Нереализованный проект храма Спаса на Крови в Санкт-Петербурге. Архитектор — Виктор Шрётер

Церковное строительство и хозяйство в целом восстановились в царствование Александра III (1881—1894). За тринадцать с половиной лет имущество православной церкви в Российской империи увеличилось более чем на 5 тысяч сооружений, до 47 419 храмов и часовен, в том числе 695 крупных соборов. Большинство новых храмов, однако, относились к русскому стилю, который стал официальным стилем Александра III. О смене государственных предпочтений сигнализировали в 1881—1882 годах два архитектурных конкурса на проект храма Спаса-на-Крови в Санкт-Петербурге. В обоих конкурсах доминировали неовизантийские проекты, но Александр III отклонил их все и в конечном итоге отдал предпочтение проекту Альфреда Парланда, установив стилистические предпочтения следующего десятилетия. Широко разрекламированные черты «Спаса на Крови» — центральная шатровая крыша, избыточные орнаменты в красной кирпичной кладке и чёткая отсылка к Московским и Ярославским памятникам XVII века, копировались в небольших церковных зданиях.
Почти все 5000 церквей, приписываемых Александру III, финансировались за счёт общественных пожертвований. 100 % государственного финансирования было зарезервировано для нескольких дворцовых церквей, непосредственно обслуживающих императорскую семью. «Военные» церкви, построенные на военных и военно-морских базах, софинансировались государством, офицерским составом, а также посредством народной подписки среди гражданского населения. Например, Петропавловская церковь 13-го лейб-гренадерского полка в Манглиси (Грузия), рассчитанная на 900 молящихся, обошлась в 32 360 рублей, из которых только 10 000 были предоставлены государственной казной.

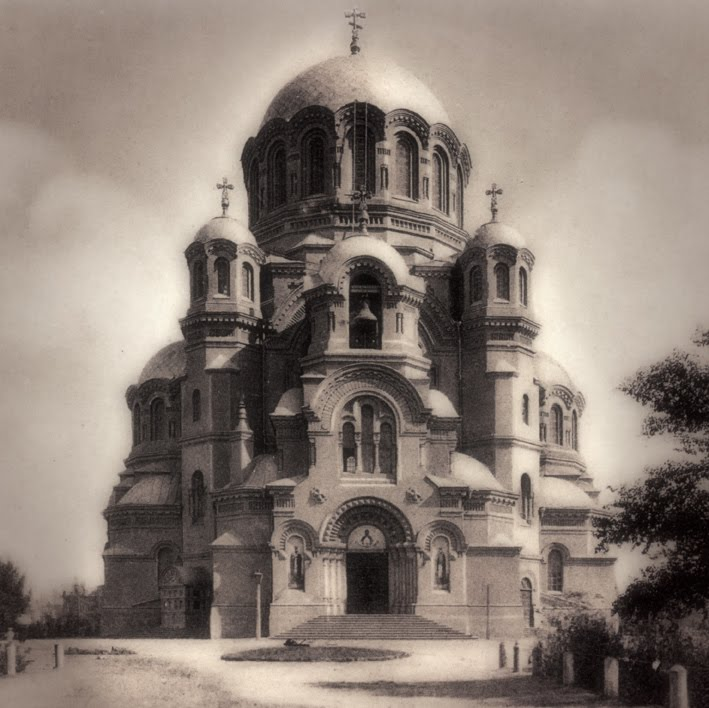
Казанский собор в Оренбурге. Архитектор — Александр Ященко

Предпочтение «русского стиля» не означало отказ от византийской архитектуры. Александр III демонстрировал явное неприятие к барокко и неоклассицизму XVIII века, которые он презирал как символы петровского абсолютизма; неовизантийская архитектура была приемлемой «средним путём». Византийские зодчие предыдущего царствования сформировали многочисленную школу с верными клиентами, в том числе высшим духовенством. Как ни парадоксально, Византийская школа была сосредоточена в Институте гражданских инженеров. Неформальным лидером направления в те годы считался Николай Султанов. Ученик Султанова, Василий Косяков, стал известным своими проектами церквей в неовизантийском стиле, построенными в Санкт-Петербурге (1888—1898) и Астрахани (разработан в 1888 году, построен в 1895—1904), но был столь же успешным в русском стиле (Никольский морской собор в Либаве, 1900—1903). Две школы сосуществовали в нормальной рабочей атмосфере, по крайней мере в Санкт-Петербурге
Неовизантийская архитектура царствования Александра III господствовала в трёх географических нишах. Это стиль подходит для православного духовенства и военных губернаторов в Польше и Литве (соборы в Каунасе, Белостоке, Лодзи, Вильнюсе); в южных регионах (Харьков, Новочеркасск, Ростов-на-Дону, Самара, Саратов и многочисленных казацких поселениях); и на Урале — от Перми до Оренбурга; в 1891 году список расширили сибирские города вдоль строящейся Транссибирской магистрали.

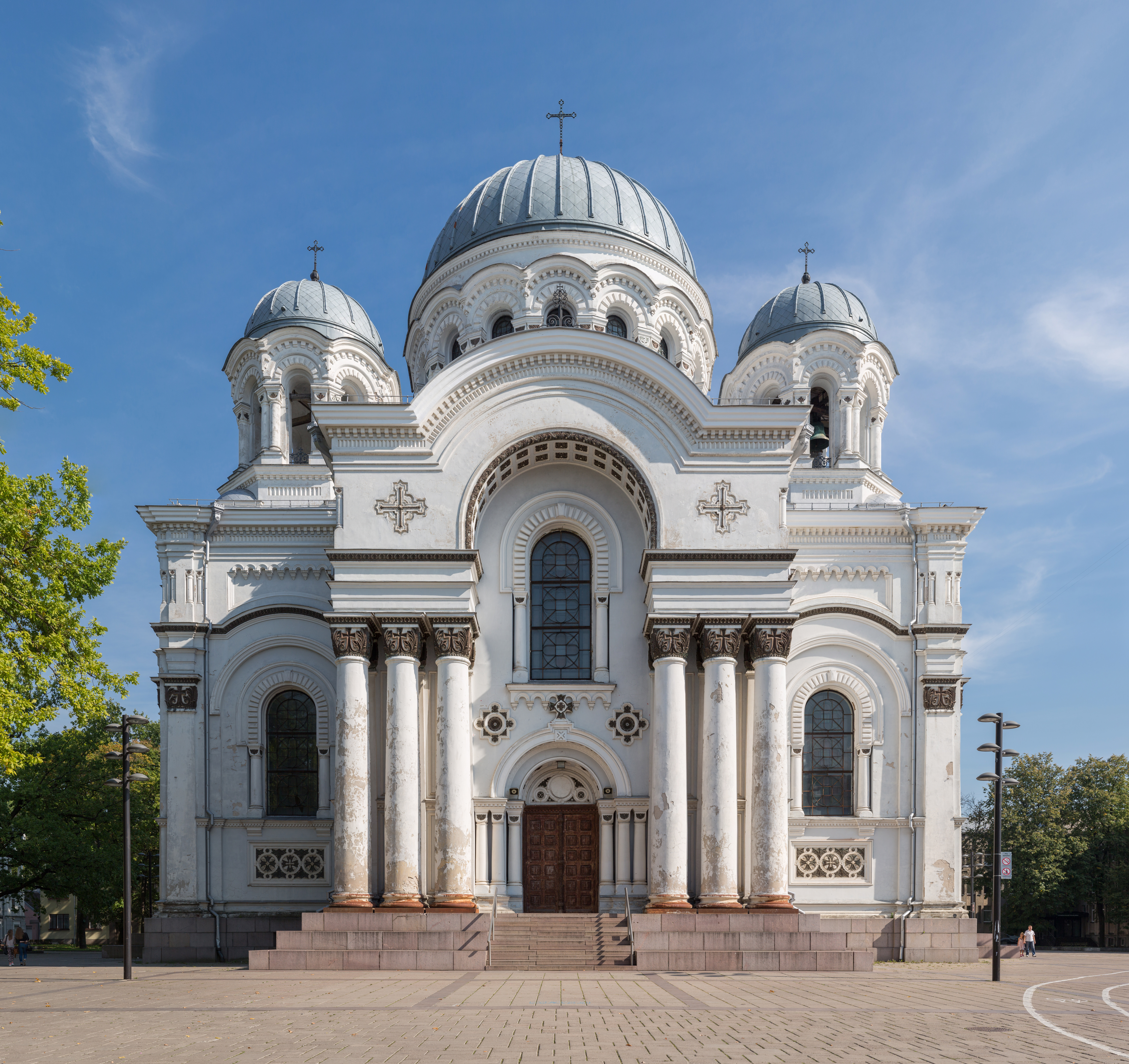
Михаило-Архангельский собор в Каунасе. Архитектор — Константин Лимаренко

Западные и южные провинции занимались крупными византийскими проектами, разработанными выпускниками Института инженеров-строителей. В провинциальной архитектуре часто доминировал один местный архитектор (Александр Бернардацци в Бессарабии, Александр Ященко на юге России, Александр Турчевич в Перми), что объясняет наличие региональные «кластеров» внешне похожих церквей. Архитекторы обычно следовали стандарту, установленному Кузьминым и Гриммом, или классической пятикупольной планировке, за некоторыми заметными исключениями. Благовещенский собор в Харькове (1888—1901) был рассчитан на 4000 молящихся и равнялся по высоте колокольне Ивана Великого в Московском Кремле. Собор Святого Михаила Архангела в Ковенской крепости (1891—1895, 2000 молящихся), вопреки византийскому канону, был украшен коринфскими колоннами, породившими «романско-византийский» стиль.
Безразличие Александра к византийской архитектуре фактически повысило его привлекательность для частных клиентов: стиль больше не был атрибутом исключительно храмовой архитектуры. Элементы византийского искусства (ряды арок, двухцветная полосатая кладка) были общим украшением кирпичного стиля фабрик и многоквартирных домов. Они легко смешивались с неороманскими или неомавританскими элементами, как в Тбилисской опере по проекту Виктора Шрётера. Византийско-русская эклектика стал предпочтительным выбором для московских городских и частных богаделен. Начало тенденции положила спроектированная Александром Обером церковь Николая Чудотворца при Рукавишниковском приюте (1879), кульминацией же стала сохранившаяся до наших дней богадельня братьев Боевых в Сокольниках (Александр Обер, 1890-е). Московское духовенство, напротив, не заказало ни одного византийского храма между 1876 (церковь Казанской иконы Божией Матери у Калужских ворот) и 1898 (Богоявленский собор в Дорогомилове).

### Царствование Николая II

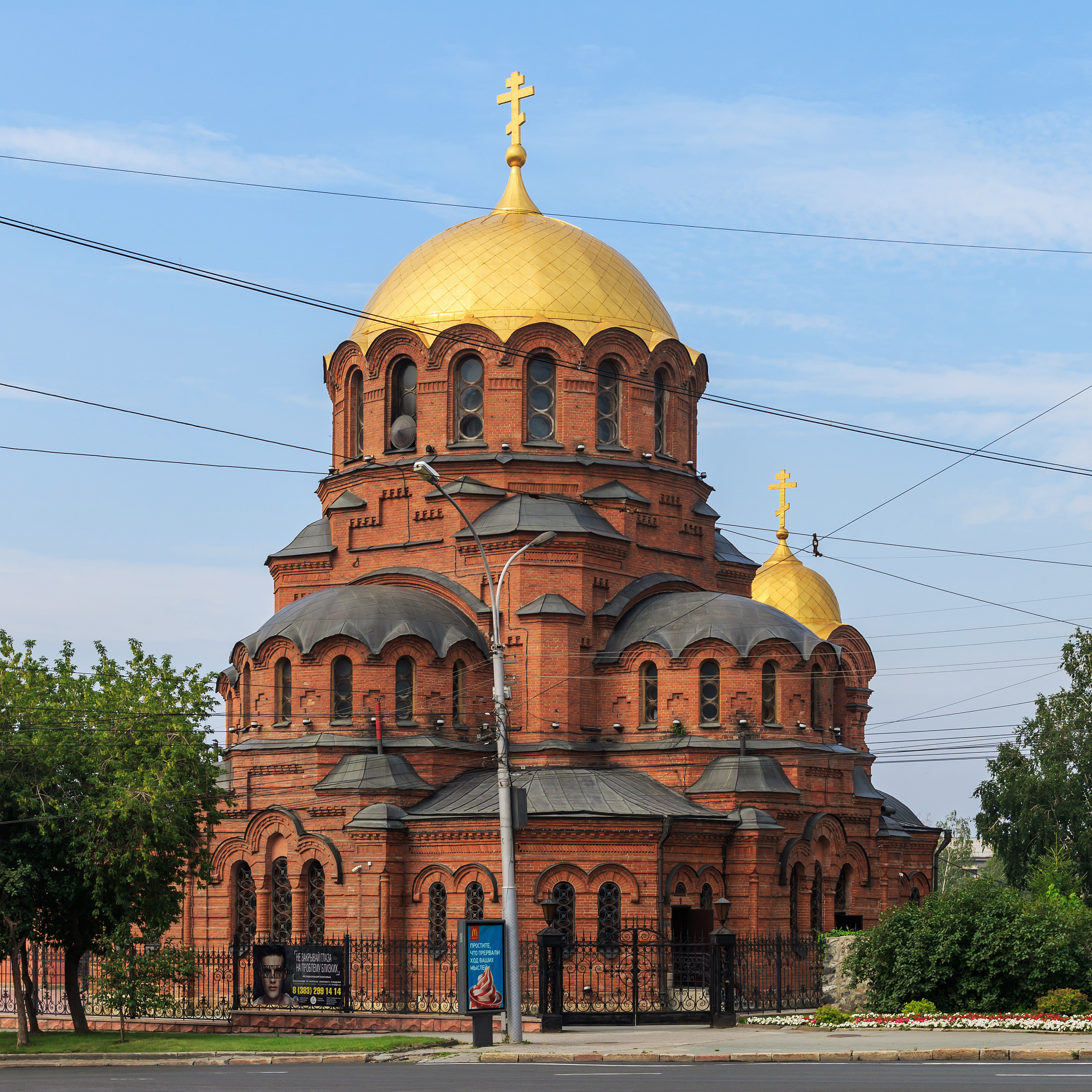
Собор Александра Невского в Новосибирске. Автор проекта не установлен

Личные вкусы последнего императора были мозаичны: он предпочитал русское искусство XVII века в дизайне интерьера и костюме, но относился равнодушно к русскому стилю в архитектуре. Николай II или его приближённые не демонстрировали постоянного предпочтения какому-либо одному стилю; его последний частный заказ, Нижняя дача в Петергофе, имел византийский дизайн, но при этом была построена после ряда зданий в неоклассическом стиле. Финансируемое государством строительство в значительной степени было децентрализовано и управлялось отдельными государственными деятелями со своими собственными запросами. В короткий период, предшествовавший русско-японской войне, византийский стиль, по-видимому, стал основным выбором государства, по крайней мере, императорского флота, который спонсировал крупные строительные проекты на своих столичных и зарубежных базах.

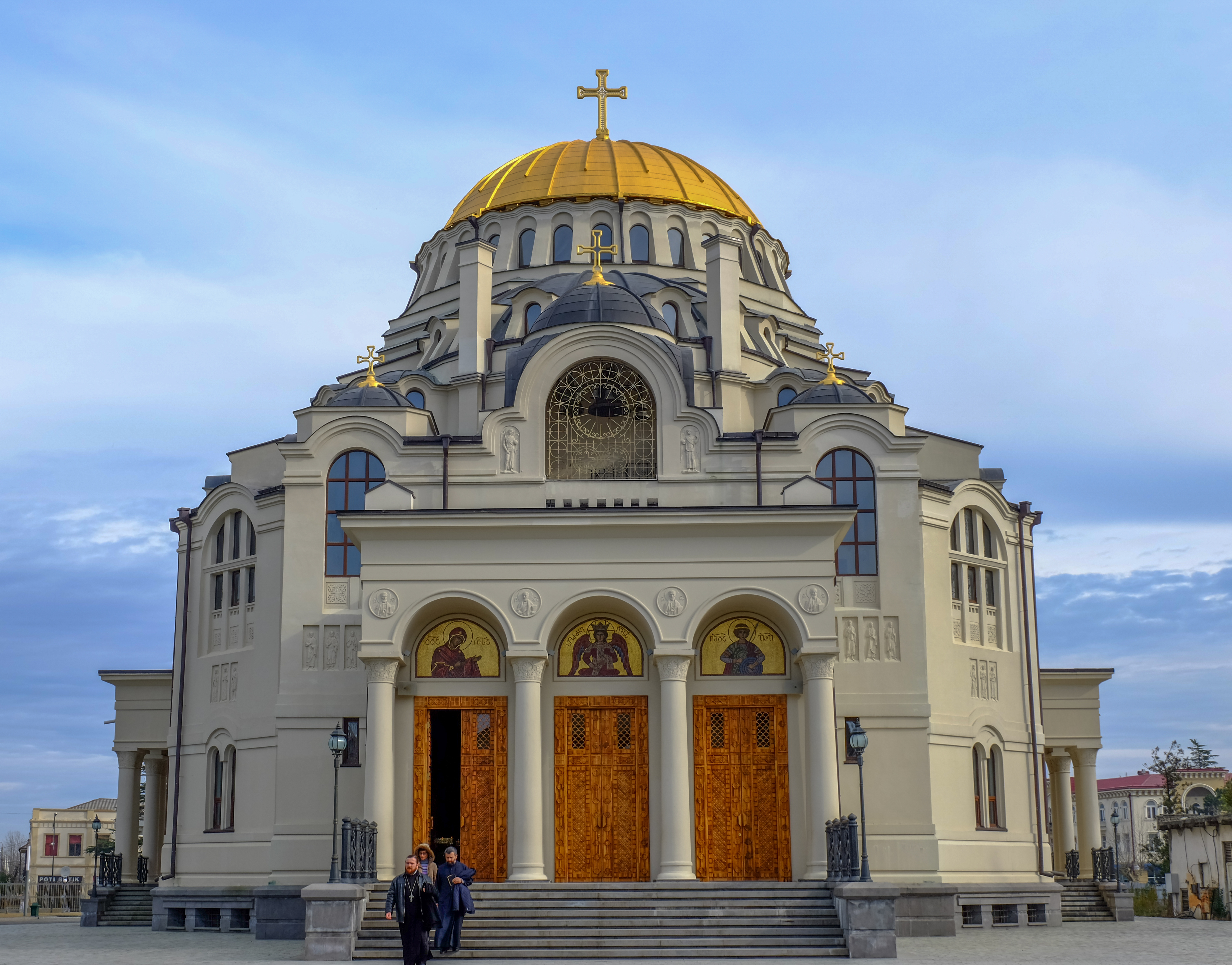
Кафедральный собор Поти. Архитекторы А. Зеленко, М. Марфельд

Архитектура последних двадцати лет Российской империи была отмечена стремительным развитием модерна и неоклассицизма. Эти стили доминировали на частном строительном рынке, но не смогли занять твёрдую нишу в официальных проектах православной церкви. Однако идеи модерна медленно но верно проникали в традиционную неовизантийскую архитектуру. Его влияние было очевидно в убранстве неовизантийских церквей (например Морского собора в Кронштадте). Представители архитектурных школ модерна (Фёдор Шехтель, Сергей Соловьёв) и неоклассицизма (Владимир Адамович) создавали свои варианты византийского стиля — либо высокодекоративные (Церковь Спаса Нерукотворного в Иваново-Вознесенске по проекту Шехтеля), либо, наоборот, «обтекаемые» (храм иконы Божией Матери «Знамение» в Кунцеве по проекту Соловьёва). Со временем «северная» разновидность модерна (Илья Бондаренко) стала стилем старообрядцев, которые с изданием манифеста «об укреплении начал веротерпимости» в 1905 году получили возможность активно заниматься храмоздательством.
Использование византийского стиля в небольших проектах развивалась параллельно с четырьмя очень большими, консервативно стилизованными неовизантийскими соборами: Морским собором в Кронштадте, Александро-Невским собором в Царицыне, собор Андрея Первозванного в Поти (современная Грузия) и Александро-Невским собором в Софии (Болгария). Три из них (Кронштадт, Поти, София) были явной данью уважения к собору святой Софии; их авторы, по-видимому, отвергли «золотое правило» однокупольных конструкций, установившееся в предыдущие десятилетия. Точные причины этого изменения стиля неизвестны, в случае Кронштадтского собора прослеживается прямое вмешательство адмирала Макарова.
Андреевский собор в Поти, спроектированный Александром Зеленко и Робертом Марфельдом, был необычен тем, что стал первым крупным церковным проектом, построенным из железобетона. Он был структурно завершён в один строительный сезон (1906—1907); весь проект занял менее двух лет (ноябрь 1905 — июль 1907), абсолютный рекорд для того времени. Кронштадтский собор, в котором также использовался бетон, был завершён за четыре строительных сезона (1903—1907) из-за задержек, вызванных революцией 1905 года. Другие проекты были реализованы не полностью. Так, Богоявленский собор в Дорогомилове (1898—1910), призванный стать вторым по величине в городе, страдал от нехватки денег и в итоге был реализован в неполном, урезанном виде.

### В русской эмиграции
Русская ветвь неовизантийской архитектуры была прервана октябрьской революцией, но нашла своё продолжение в Югославии. В Югославии к тому времени уже давно существовал и едва ли не доминировал особый сербско-византийский стиль, в котором, после освобождения от турок, были построены многочисленные церковные и светские здания. Поскольку освобождение от турок совершилось при значительном участии России, русские эмигранты были встречены в Сербии чрезвычайно благосклонно. Русские архитекторы-эмигранты, возводя здания для нужд российской общины (в первую очередь, церкви) нередко придерживались неовизантийского стиля. Масштабное церковное строительство стало возможным благодаря личной поддержке короля Александра Карагеоргиевича, который спонсировал византийские церковные проекты архитекторов-эмигрантов в Белграде, Лазареваце, Пожеге и других городах.

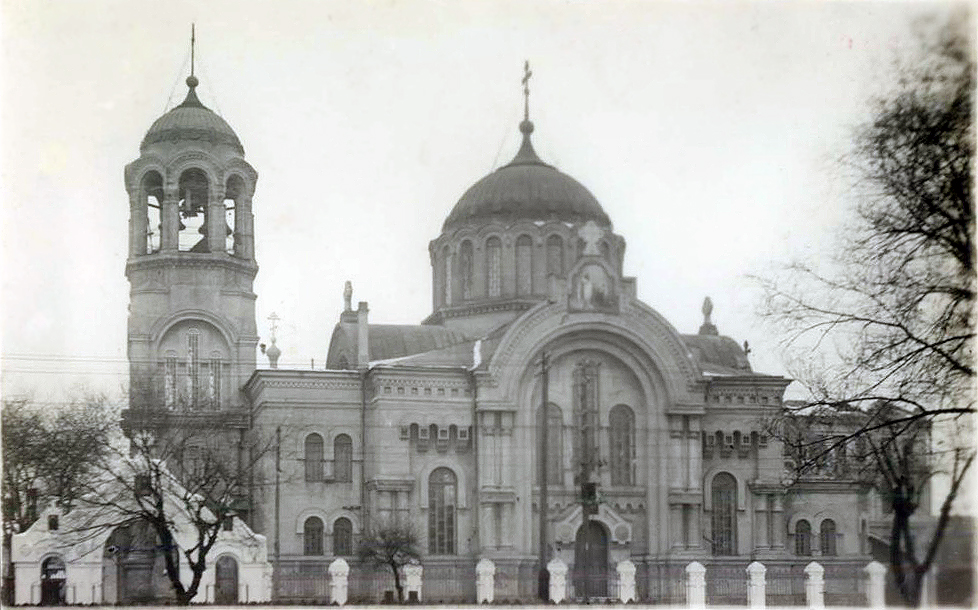
Благовещенский храм в Харбине. Архитектор — Борис Тустановский

Однако русские эмигранты отнюдь не ограничивались созданием построек исключительно для нужд своей общины. Русская эмиграция в Югославии, оцениваемая в 40-70 тысяч человек, была воспринята правительством как быстрая замена специалистов, погибших в Первой мировой войне. Только архитектору Василию Андросову приписывают 50 неовизантийских церквей, построенных в межвоенный период. Русские художники создали интерьеры Введенского монастыря и исторической Ружицкой церкви.
Русская диаспора в китайском Харбине создала в межвоенное время два храма в неовизантийском стиле. Большой Благовещенский собор, спроектированный и построенный Борисом Тустановским в 1930—1941 годах, был разрушен во время «культурной революции». Меньшая, сохранившаяся ныне Покровская церковь, спроектированная в 1905 году Юрием Ждановым, была построена в один сезон в 1922 году. С 1984 года это храм является единственным действующим православным храмом во всём Харбине.

## Отличительные черты стиля

### Внешний облик

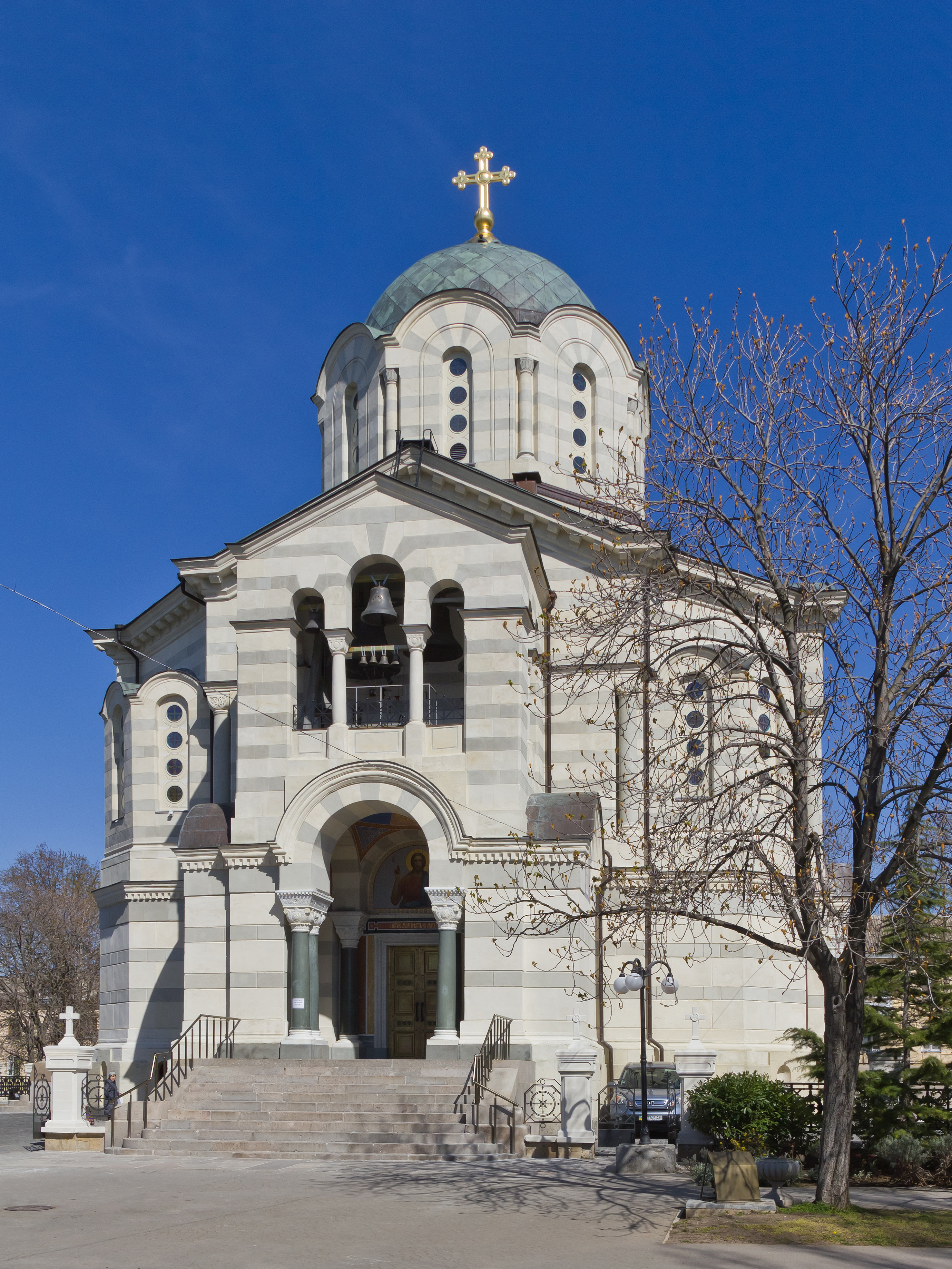
Владимирский собор в Севастополе. Архитекторы — Константин Тон, Алексей Авдеев.

Неовизантийская архитектура легко отличима от современных ей стилей историзма благодаря жесткому набору декоративных инструментов. Хотя в зданиях этого стиля могли присутствовать отдельные кавказские, неоклассические и неороманские элементы, все церковные здания в неовизантийском стиле следовали некоторым общим правилам, касающимся конструкции куполов и аркад, заимствованным из средневекового Константинополя:
- Полусферические купола. Византийские церкви всегда завершались простыми полусферическими куполами. Иногда, как в Знаменской церкви в Вильнюсе, они имели небольшую криволинейную остроконечную вершину у основания креста, в противном случае крест устанавливался прямо на уплощенной вершине купола. Луковичные купола и шатровые крыши традиционной русской архитектуры не использовались, они оставались исключительными чертами русской архитектуры, поддерживаемой Александром III, и были значительно тяжелее и дороже византийских куполов того же диаметра[26].
- Смешение сводов и куполов. Наиболее заметной особенностью византийских церквей является отсутствие формального карниза между куполом и его опорой. Вместо этого, поддерживающая купол аркада переходит сразу в крышу купола; жестяная кровля плавно обтекает арки. Своды делались так, чтобы максимально пропускать солнечный свет через широкие окна. Несколько храмов этого стиля (Владимирский собор в Севастополе, 1862—1888, церковь Вознесения Господня в Ливадии, 1872—1876) также имели деревянные оконные ставни с круглыми вырезами, использовавшиеся в средневековой Византии. В XX веке этот узор был воспроизведен в камне (храм иконы Божией Матери «Знамение» в Кунцеве, 1911), фактически уменьшая солнечное освещение.
- Устремлённость ввысь храмов, построенных в неовизантийском стиле, что является заимствованием из русской архитектуры, отличает их от «приземистых» неовизантийских храмов, которые строились в Греции.
- Неоштукатуренная кладка. Ампирный канон времён Александра I требовал, что наружная каменная кладка обязательно была полностью покрыта штукатуркой. Архитекторы нового поколения, проектируя неовизантийские и русские храмы, радикально отошли от этого правила, обнажив наружную кирпичную кладку. Хотя открытая кирпичная кладка доминировала, она не была универсальной; внешняя лепнина оставалась в использовании, особенно в первое десятилетие правления Александра II.
- Чередование двух цветов в кирпичной кладке. Русские зодчие позаимствовали византийскую традицию украшать плоские поверхности стен горизонтальными полосатыми узорами. Обычно широкие полосы тёмно-красной кирпичной кладки чередовались с узкими полосами жёлто-серого кирпича. Обратный вариант (тёмно-красные полосы на сером фоне) был редким и обычно ассоциировался с грузинскими церквями, построенными при Николае II. Значение цветового рисунка возрастало с размерами здания: он использовался почти во всех больших соборах, но часто не употреблялся в маленьких приходских храмах (хотя в приходской православной церкви в Вильнюсе и подмосковном, теперь московском, Кунцево такой рисунок есть).

### Церковные планы и пропорции
Согласно исследованиям Никодима Кондакова 1870-х годов, в архитектуре Византийской империи использовались три различных церковных плана:
- Самый ранний стандарт симметричного однокупольного собора («стандарт Святой Софии») был установлен в VI веке Юстинианом I. Традиционные византийские соборы имели два паруса или апсиды; неовизантийский стандарт, разработанный Кузьминым, Гриммом и Косяковым, использовал четыре.
- В «равеннском стандарте» византийской Италии использовались удлинённые базилики. Он оставался распространенным в Западной Европе, но редко использовался в России.
- Пятиглавый тип появился в IX веке и процветал во времена македонской и комнийской династий. На протяжении веков это был предпочтительный тип русских православных храмов.

В случае с большими храмами в неовизантийском стиле, возведёнными в России, обычно использовался однокупольный либо пятикупольный план. Однокупольный план был стандартизирован Давидом Гриммом и Василием Косяковым и использовался по всей империи с минимальными изменениями. Пятикупольная архитектура отличается большим разнообразием, поскольку архитекторы экспериментировали с пропорциями и расположением боковых куполов.
Небольшие храмы почти всегда следовали однокупольному плану. В некоторых случаях (как в церкви Святого Георгия в Ардоне, 1885—1901) очень маленькие боковые купола были механически добавлены к основному однокупольному плану. Церкви в форме базилики появились только в последнее десятилетие существования Российской империи; все они были небольшими приходскими церквями, такими как храм-часовня Архангела Михаила при Кутузовской избе в Москве.

### Проблема размещения колокольни

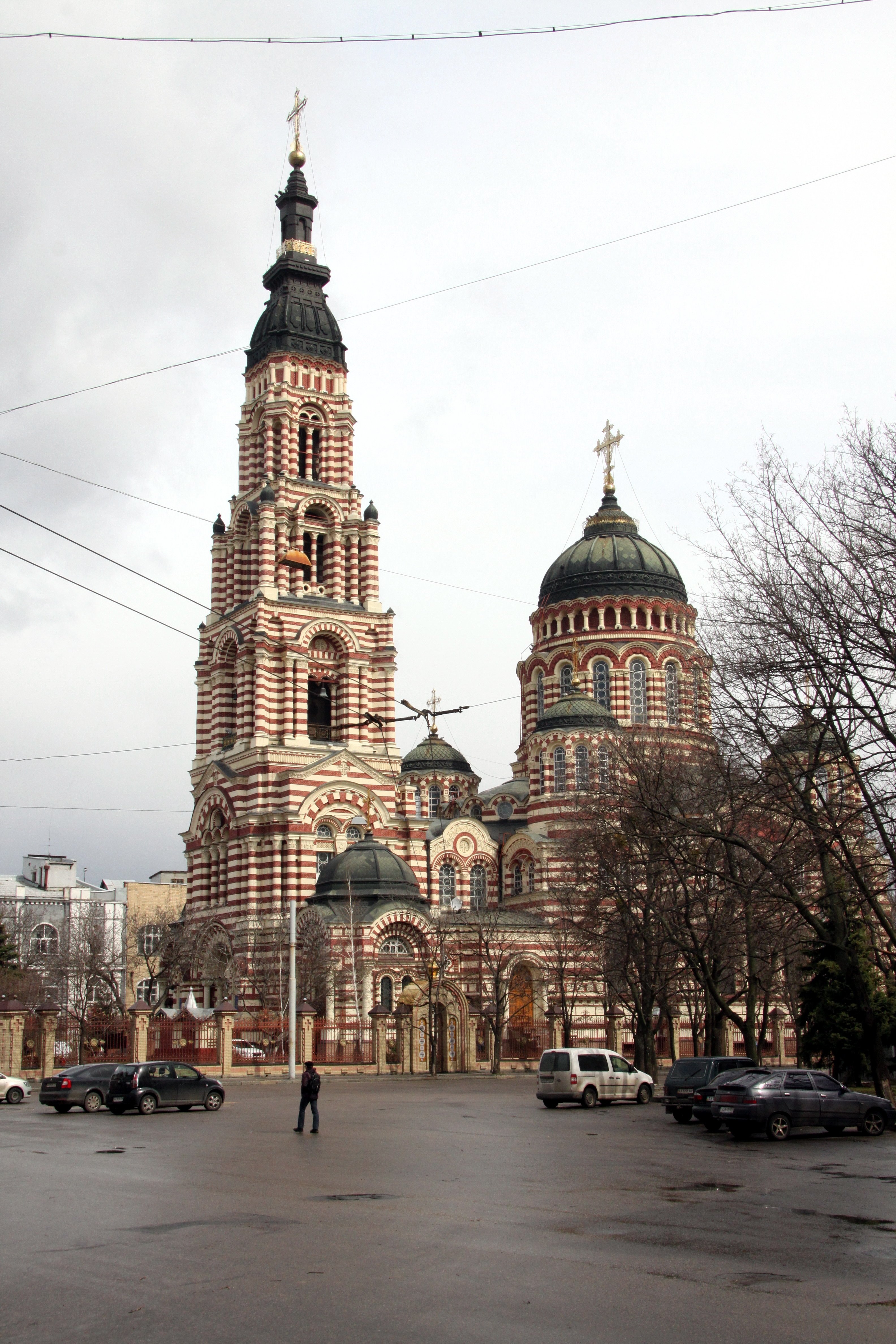
Благовещенский собор в Харькове. Архитектор — Михаил Ловцов.

Неоклассический канон диктовал, что колокольня должна быть существенно выше главного купола. Тонкая высокая колокольня ампирного храма дополняла основательные формы основной постройки. Ещё в 1830-х годах Константин Тон и его последователи столкнулись с «проблемой колокольни»: масштабные вертикальные формы русско-византийских соборов Тона не сочетались с традиционными колокольнями. Решением Тона было полностью отказаться от строительства колокольни, установив колокола на небольшой отдельно стоящей колокольне (Храм Христа Спасителя) или интегрировав колокольню в основное сооружение (Вознесенский собор в Ельце). Та же проблема сохранялась и в неовизантийских конструкциях, по крайней мере, в традиционных высоких конструкциях, вдохновленных Тифлисским Александро-Невским собором Гримма. Сам Гримм поместил колокола в отдельно стоящую, относительно невысокую башню, расположенную далеко за собором. Однако духовенство явно отдавало предпочтение интегрированным колокольням, отдельные колокольни оставались редкостью.
Эрнест Жибер, автор храма Христа Спасителя в Самаре (1867—1894), напротив, создал массивную высокую колокольню над главным порталом. Жибер намеренно разместил колокольню необычно близко к главному куполу, так, чтобы с большинства углов обзора они сливались в единую вертикальную форму. Эта планировка была одобрена священнослужителями, но подверглась резкой критике со стороны современных ему архитекторов, таких как Антоний Томишко (архитектор тюрьмы «Кресты» и церкви Александра Невского в ней). Подобная форма была воспроизведена в Спасо-Преображенском соборе в Ташкенте (1867—1887), Александро-Невском соборе в Лодзи (1881—1884), Спасо-Преображенском соборе Валаамского монастыря (1887—1896), Благовещенском соборе в Харькове (1888—1901), Крестовоздвиженский монастырь в Саратове (1899) и других городах и монастырях. Большинство византийских зданий, однако, следовали по среднему пути: колокольня также была установлена над порталом, но она была относительно низкой (наравне с боковыми куполами или апсидами или даже ниже), и располагалась в стороне от главного купола: Христорождественский собор в Риге (1876—1884) или Вознесенский собор в Новочеркасске (1891—1904).

## Современность

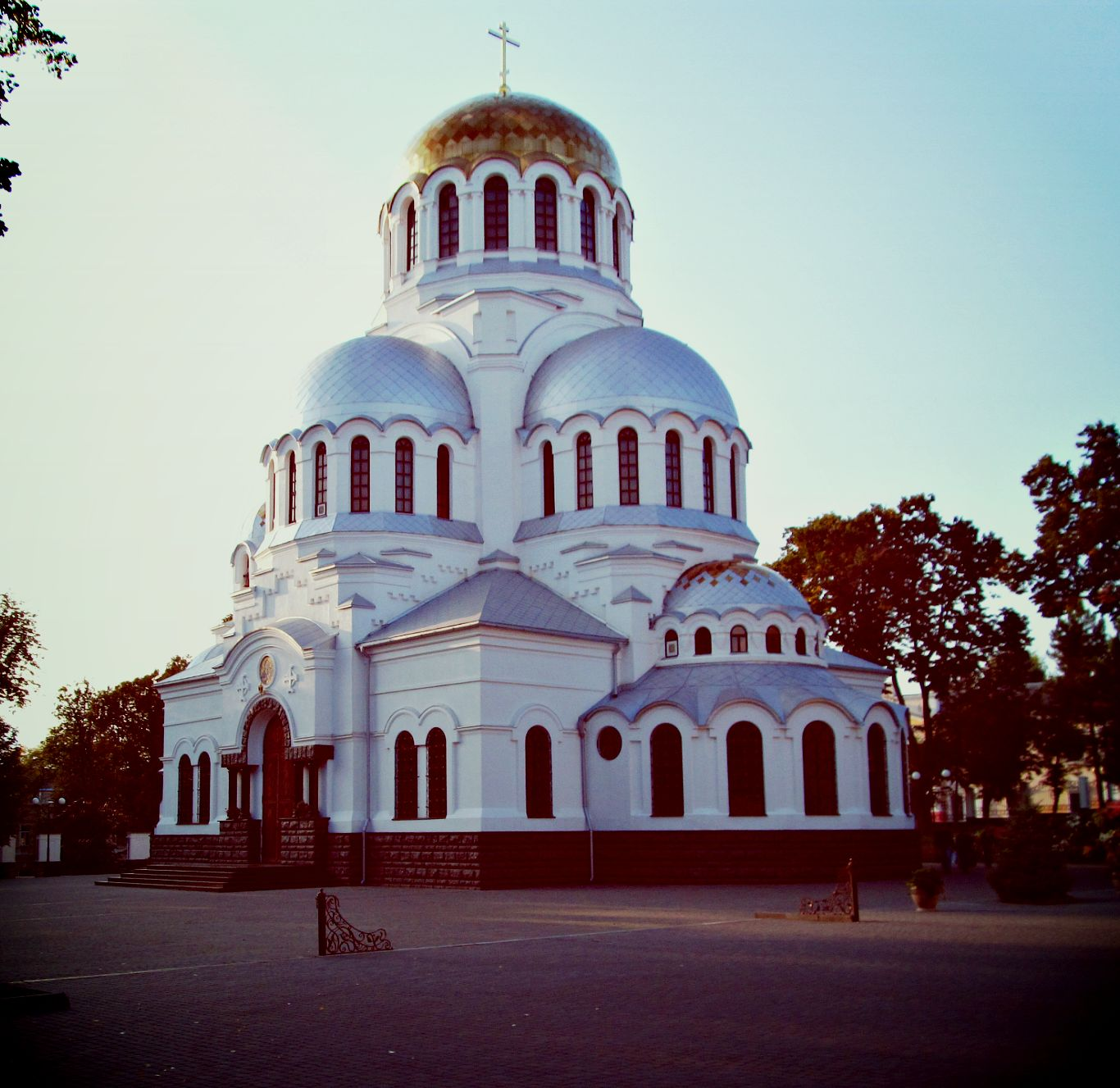
Александро-Невский собор в Каменце-Подольском. Был разрушен в 1930-е годы, но восстановлен в 1995—2000 годах

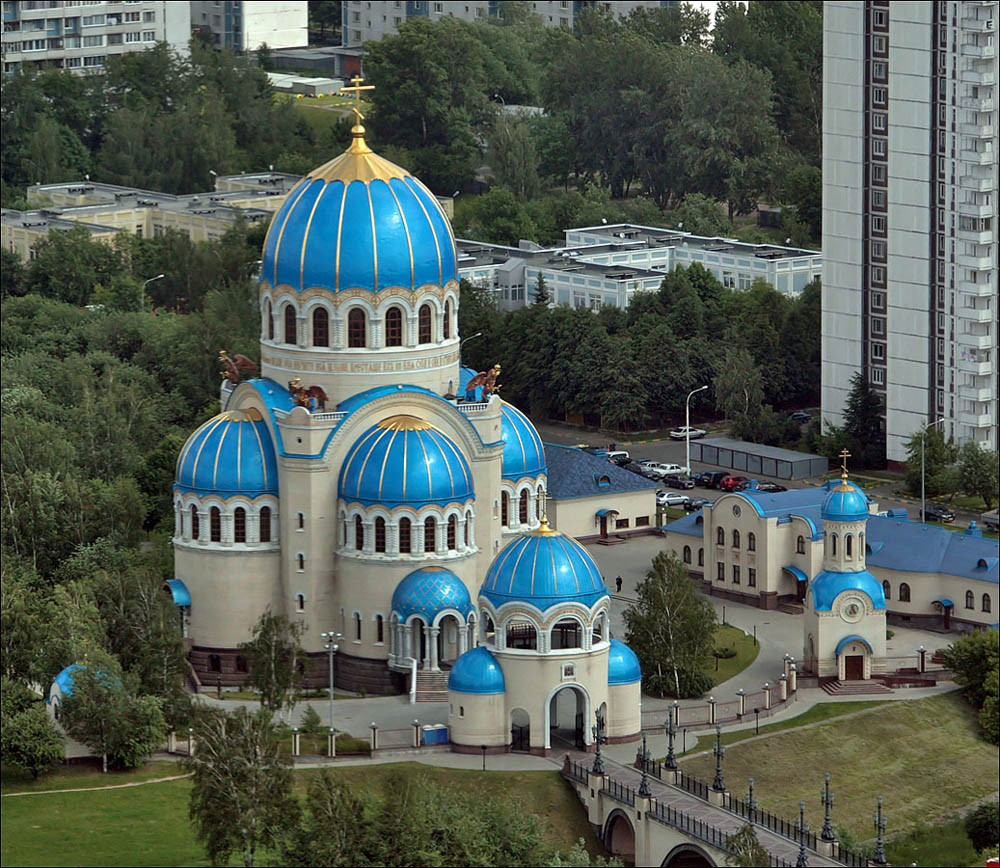
Храм Троицы в Орехове-Борисове в Москве (2004), крупнейшая и одна из первых по времени постройка во «втором византийском стиле».

Храмы в неовизантийском стиле, как и храмы в русском стиле, активно разрушали в советское время. Большинство оставшихся церквей были закрыты и осквернены, превращены в склады, переданы различным организациям для размещения в них или чаще всего оставлены разрушаться без надлежащего обслуживания. Тем не менее, большинство неовизантийских церквей уцелело, и после распада Советского Союза они были отреставрированы, а ряд разрушенных отстроены заново.
В постсоветском храмовом строительстве архитекторы нередко обращались к традиции византийского зодчества. В большинстве проектов архитекторы ориентировались на постройки «византийского стиля» второй половины XIX — начала XX века. Поэтому то направление в храмовом строительстве конца XX — начала XXI столетия, в основе которого лежит обращение зодчих к композиционным приемам и архитектурным формам, бытовавшим в средневековом византийском зодчестве, Наталья Лайтарь обозначает как «второй византийский стиль». К таким храмам относятся храм Троицы в Орехове-Борисове в Москве (В. В. Колосницин, Е. В. Ингема, Е. Б. Дроздов и др., 1998—2004), храм Сретения Господня (А. Г. Васильев, Г. К. Челбогашев, 2000—2006) и церковь Рождества Христова (А. М. Лебедев, начало строительства — 2002), возведённые в Петербурге, храм Георгия Победоносца в Самаре, построенный по проекту Ю. И. Харитонова в 1999—2002 годах. 
Восстановление исторических церквей пока имеет неоднозначный успех. Есть как минимум один пример византийского храма («городская» церковь Казанской иконы Божией Матери в Иркутске), «отреставрированного» под русское возрождение с добавлением шатровых крыш.

## Изобразительное и декоративно-прикладное искусство

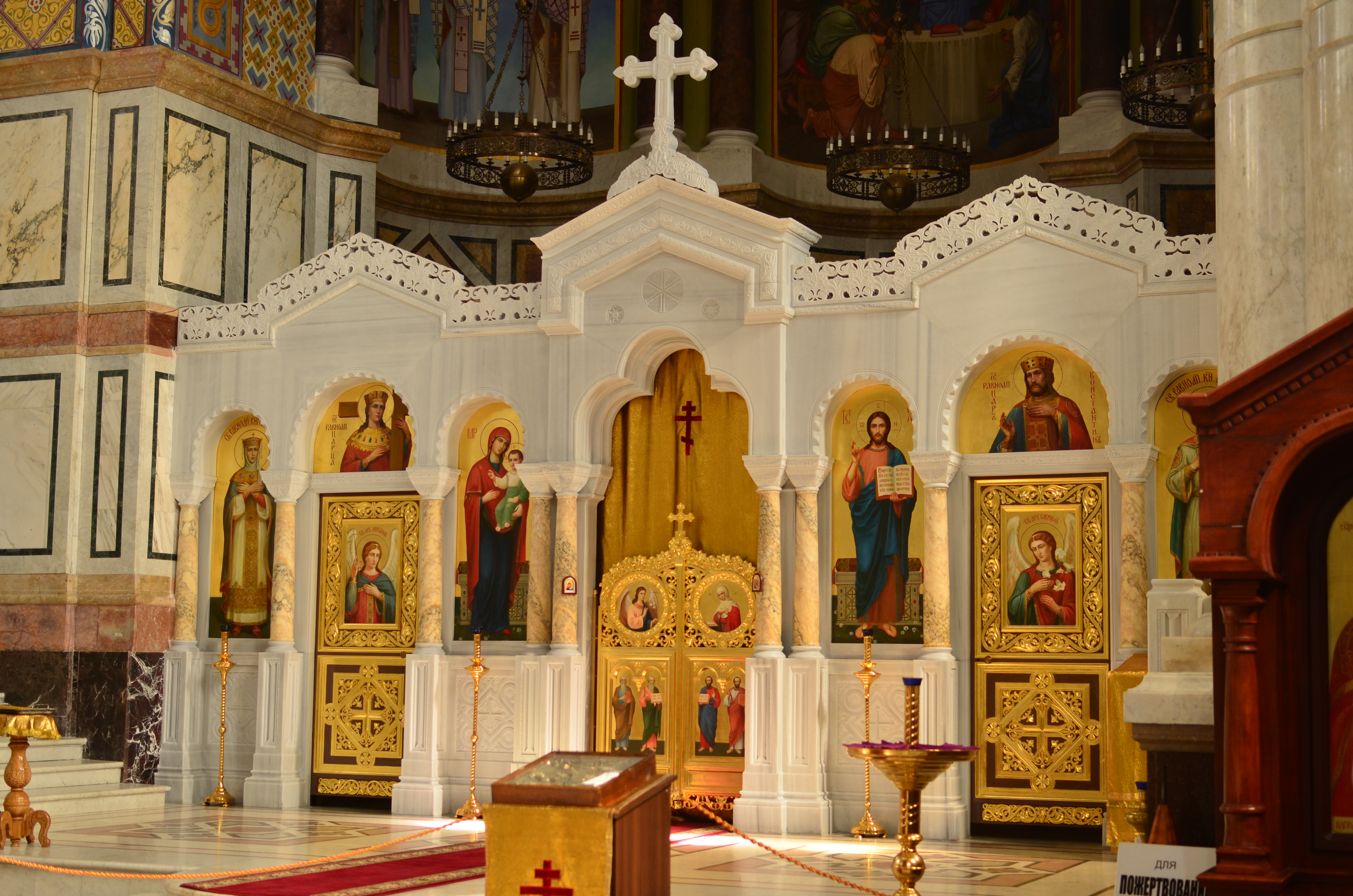
Иконостас Владимирского собора в Севастополе.

В отличие от многочисленных публикаций, посвящённых неовизантийскому стилю в архитектуре, исследование данного направления в убранстве храмов и живописи немногочисленный и содержат в основном фактологические сведения об отдельных памятниках. Одна из наиболее крупных работ — «„Византийское возрождение“ в архитектуре России» Е. М. Кишкиновой. Автор монографии отмечала, что 1850—1880-е годы в русском искусстве характеризовались поэтапным освоением византийского наследия в русле академической традиции. Акцент в этом процессе ставился на возрождении синтеза архитектурного решения и внутреннего убранства храма. Таким образом, для изобразительного искусства неовизантийского направления в России были характерны: решение проблемы синтеза искусств и архитектуры и эклектичный характер формирования стиля, включавший как византийские, так и древнерусские, романские и иные влияния.
Отмечается, что неовизантийский стиль как целостное явление в русской живописи второй половины XIX века не сложился. Исследователи выделяют только отдельные проявления «византинизма» или «византийской составляющей» в творчестве некоторых художников. Наиболее часто среди них выделяют Александра Бейдемана, Михаила Васильева и отчасти Акима Карнеева. Главной фигурой среди сторонников «византинизма» называют Григория Гагарина. Данные художники понимали «византийское наследие» достаточно своеобразно и ориентировались как на убранство храмов Святой Софии и Хора в Константинополе, так и на Собор Святого Марка в Венеции, церкви Равенны, Сицилии и средневековое искусство Грузии и Армении.
С распространением неовизантийских храмов, в живописи встал вопрос о восстановлении византийской системы стенных росписей. В период Нового времени система сплошной росписи от потолка до купола ушла в прошлое. Архитекторы неовизантийского стиля возродили эту систему, следуя византийскому принципу «чем священнее смысл, тем выше помещается». В купола возвратили образ Спасителя, акцентируя подкупольное пространство в качестве центра всей композиции. В конце XIX века эта тенденция усилилась, подкупольное пространство стало доминирующим, примером чему служили храмы Василия Косякова.

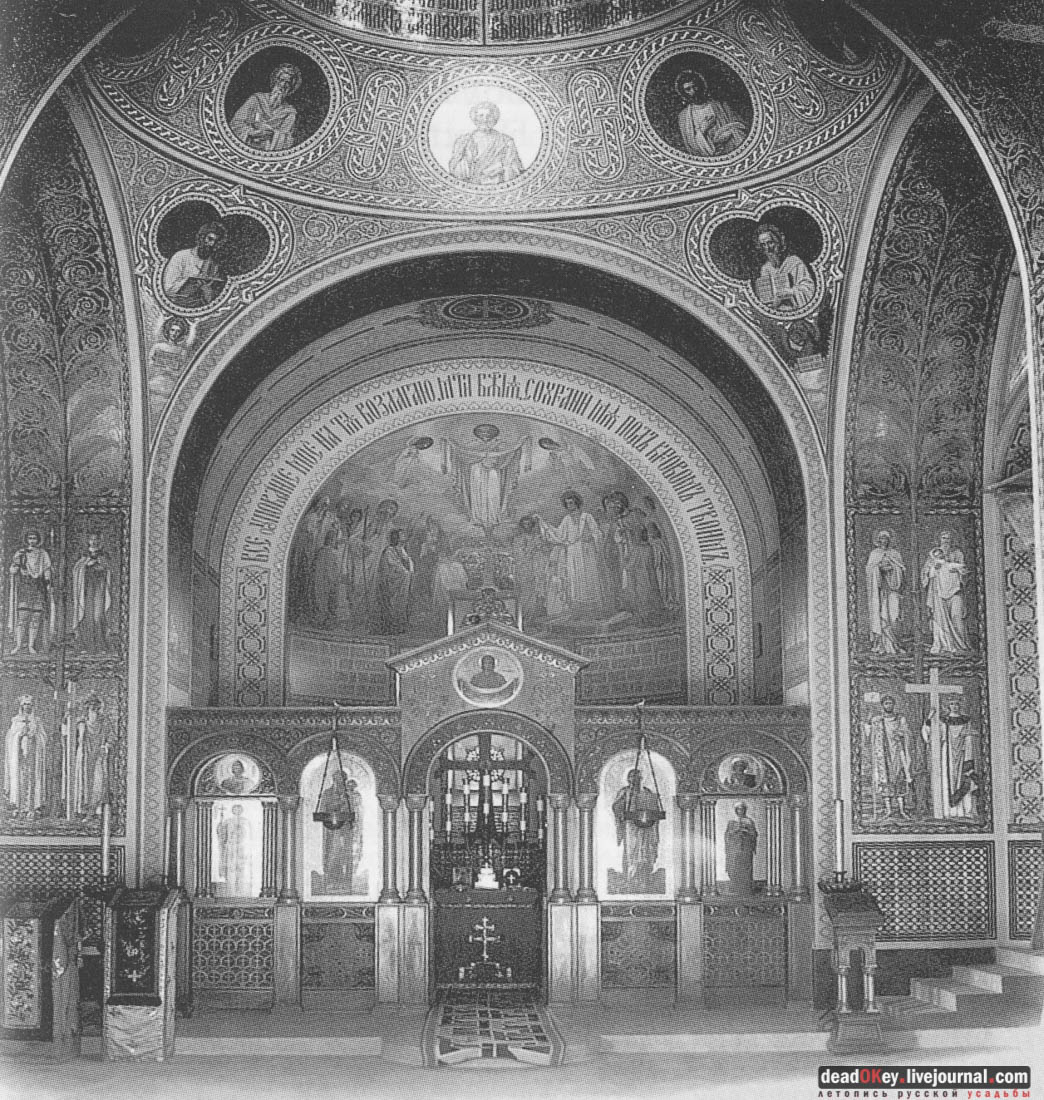
Интерьер Церкви Покрова Божией Матери (Нижняя Ореанда).

Под влиянием византийской традиции видоизменился и иконостас: он стал одноярусным (редко двухъярусным) и зачастую изготовлялся из мрамора. Отказ от высокой алтарной преграды позволял «любоваться живописью на алтарной стене», и в то же время способствовал «открытости алтарного священнодейства», что по мнению современников, отвечало «идее христианского единения в храмовом собрании в общей церковной молитве, в частности, единении служащего клира с предстоящим народом». В открытом заалтарном пространстве, по традиции Византии, стали помещать образы Богоматери или композиции на сюжеты из Нового Завета и Священной истории. Изображения икон праздничного, пророческого и других рядов иконостаса, в свою очередь, стали помещать на свободные плоскости стен: в качестве фризов или медальонов.
Если в классицистических храмах сюжетные композиции выполнялись как отдельные картины, то в неовизантийском храме перед создателями интерьера встала проблема объединения композиции сюжетов и образов. Данную проблему решали с помощью орнамента, который стал выполнять функцию связующего элемента, покрывавшего многочисленные арки и вогнутые ниши. Сложность и богатство орнамента, нередко включавшего мотивы растительного и животного мира, золотые круги и кресты, стали восприниматься как признак «византийского».
Большое влияние на развитие неовизантийского стиля сыграло возрождение искусства мозаики, которая использовалась практически во всех крупных храмах второй половины XIX — начала XX века. Многие мозаики крымских храмов в неовизантийском стиле были связаны с именем известного венецианского мастера-мозаичиста Антонио Сальвиати.
В 1860—1880-е годы неовизантийский стиль получил большую популярность при оформлении домовых храмов в Санкт-Петербурге. Известно, что за данный период в неовизантийском стиле была отделана почти половина от общего количества их интерьеров. В большинстве случаев неовизантийский стиль в домовых храмах применяли при перестройке старых помещений. В этих случаях внутреннее пространство дополнялось отдельными византинирующими элементами: открытыми балочными деревянными конструкциями потолков, колоннами и полуколоннами «под стюк» с золотыми росписями, богатыми орнаментальными росписями.